# Барсукова Ганна Віталіївна
Ганна Віталіївна Барсукова, до шлюбу Сидоренко (нар.. 7 жовтня 1981, Нікополь, Дніпропетровська область, Українська РСР, СРСР) — російська кінорежисерка, сценаристка, операторка і музикантка українського походження. Членкиня Спілки кінематографістів Росії з 2019 року, міжнародного товариства Women in Film & Television Vancouver (WIFTV), Гільдії неігрового кіно і телебачення.

## Біографія
Народилася 7 жовтня 1981 року в місті Нікополі Дніпропетровської області Української РСР. З дитинства займалася музикою і спортом, брала участь у змаганнях з художньої гімнастики, займала перші місця на регіональних конкурсах скрипалів. У 2001 році закінчила Запорізьке музичне училище ім. Майбороди за двома спеціальностями: диригент малого симфонічного оркестру, скрипалька. У 2006 році закінчила Ростовську державну консерваторію ім. Рахманінова. У студентські роки брала участь у культурних заходах (відвідувала літературні вечори, писала вірші, була вокалісткою і скрипалькою різних молодіжних музичних груп). На Міжнародному фестивалі сучасної музики «Ростовські прем'єри» у складі студентського оркестру грала з композиторами і музикантами сучасності — Юрієм Башметом (альт), Сергієм Яковенко (баритон), Сергієм Словачевським (віолончель), дуетом з Німеччини Тетяною Бломе (фортепіано) і Франком Лунте (саксофон), Гія Канчелі (композитор). У 2016 році отримала диплом з відзнакою про професійну перепідготовку — спеціальність «Режисура».

## Фільмографія

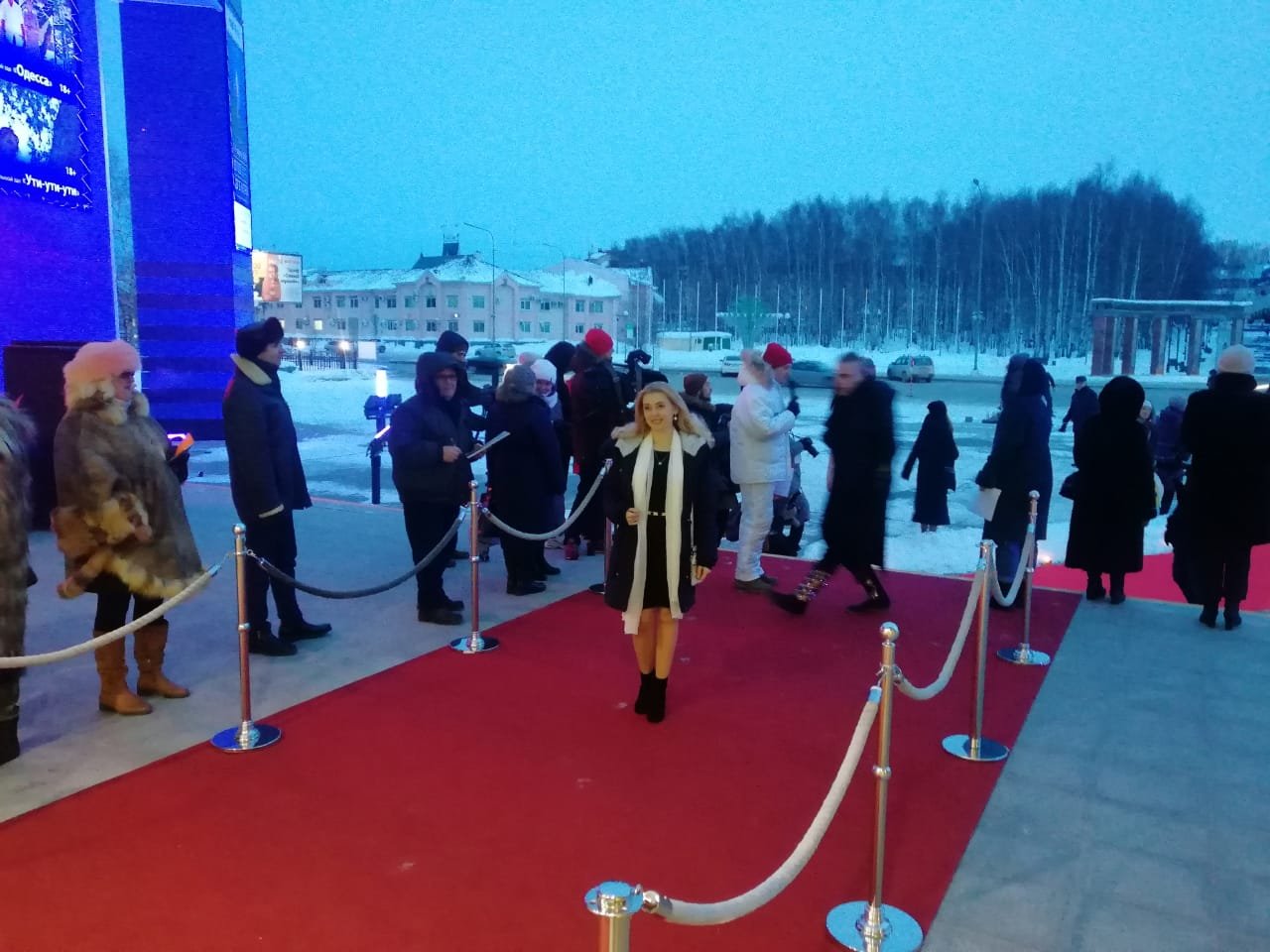
Фестиваль Дух вогню — Анна Барсукова

- 2016 — «Перерваний шлях», короткий метр, ігрове кіно[11]
- 2017 — «Ти не один!»[12][13][14], короткий метр, документальний[15][16]
- 2019 — «Голос за безгласних»[17], короткий метр, документальний[18]

## Нагороди
- 2019 — «Голос за безгласних»[19]

(вибірково)
| Фестиваль                                                          | Нагорода                                                   |
| ------------------------------------------------------------------ | ---------------------------------------------------------- |
| Відкритий фестиваль дебютів «Магія кіно», Одинцово, Росія)         | ГРАН-ПРІ (голова Єгор Кончаловський)                       |
| Міжнародний фестиваль «ZILANT» (Казань, Росія)                     | Найкращий соціальний фільм                                 |
| Міжнародний фестиваль «Батьки і діти»                              | Лауреат                                                    |
| Whistleblower Summit & Film Festival (Вашингтон, США)              | Фіналіст, прем'єра фільму в США 1 серпня 2019              |
| Chhatrapati Shivaji International Film Festival 2019 (Пуна, Індія) | Переможець премії в категорії «Краща концепція»            |
| Kinoduel Міжнародний кінофестиваль (Мінськ, Білорусь)              | Приз переможця за «Найжиттєстверджуючий фільм»             |
| Кінофестиваль «Святий Володимир» (Севастополь, Крим)               | Спеціальний приз фонду „ Одіссей“                          |
| Changing Face International Film Festival (Сідней, Австралія)      | Фіналіст, телевізійна прем'єра в Австралії 26 березня 2020 |
| Премія «На благо миру» Москва, Росія)                              | Фіналіст                                                   |
| JellyFEST (Лос-Анджелес, США)                                      | Півфіналіст                                                |
| Courage Film Festival (Берлін, Німеччина)                          | Півфіналіст                                                |

- «Ти не один!»

(вибірково)
| Фестиваль                                                                            | Нагорода                                                                                   |
| ------------------------------------------------------------------------------------ | ------------------------------------------------------------------------------------------ |
| Picture this… (Калгарі, Канада)                                                      | ГРАН-ПРІ (у номінації короткометражних документальних фільмів)                             |
| Спеціальна програма «Вічні цінності» XXVIII ОФДК «Росія ""Єкатеринбург, Росія)       | Головний приз                                                                              |
| Міжнародний фестиваль «Берегиня» (Архангельськ)                                      | Лауреат I ступеня                                                                          |
| Відкритий Всеросійський фестиваль «Магія кіно» (Одинцово, Росія)                     | Лауреат I ступеня                                                                          |
| International festival «CINEMA CAMP» (Казань, Росія)                                 | „Найкращий документальний фільм“                                                           |
| Міжнародний фестиваль «Батьки і діти» (Орел, Росія)                                  | Лауреат „ Кращий фільм на соціальну тему“ Нагорода „ музика кіно“                          |
| Регіональна незалежна премія „Південь-експерт“ (Ростов-на-Дону)                      | Фіналіст конкурсу-Кращий соціальний проект Півдня Росії 2017 в номінації „Підтримка сім'ї“ |
| Всеросійський конкурс центрів і програм батьківської освіти (Москва, Росія)          | Приз „За пропаганду сімейних цінностей силами кінематографа“                               |
| XIII Міжнародний Стрітенський православний кінофестиваль «Зустріч» (Обнінськ, Росія) | Лауреат                                                                                    |

- 2016 — «Перерваний шлях»

| Фестиваль                                                               | Нагорода |
| ----------------------------------------------------------------------- | --- |
| VII Відкритий фестиваль соціальної реклами «Обери життя» (Єкатеринбург) | Переможець у номінації «Суспільне визнання»                                                                                       |
| Відкритий фестиваль «Мій Край» (Ростов-на-Дону)                         | Найкращий ігровий фільм; Найкраща звукорежисура; Найкраща робота кінооператора; Найкраща акторська робота (вручена Ользі Жаровій) |

## Примітка
1. ↑   [Архівовано 14 червня 2021 у Wayback Machine.] — Официальный сайт
2. ↑  Фильм "Голос за безгласных". Архів оригіналу за 14 червня 2021. Процитовано 14 червня 2021.
3. ↑  Скрипачка Анна Барсукова. Архів оригіналу за 14 червня 2021. Процитовано 14 червня 2021.
4. ↑  Режиссёр Анна Барсукова. Архів оригіналу за 14 червня 2021. Процитовано 14 червня 2021. [Архівовано 2021-06-14 у Wayback Machine.]
5. ↑  Перемены в Ростовском отделении Союза кинематографистов России. Архів оригіналу за 14 червня 2021. Процитовано 14 червня 2021.
6. ↑  Women in Film & Television Vancouver(WIFTV). Архів оригіналу за 14 червня 2021. Процитовано 14 червня 2021.
7. ↑  Анна Барсукова — биография. Архів оригіналу за 14 червня 2021. Процитовано 14 червня 2021.
8. ↑  Режиссёр Анна Барсукова. Архів оригіналу за 14 червня 2021. Процитовано 14 червня 2021. [Архівовано 2021-06-14 у Wayback Machine.]
9. ↑  Исполнители: ансамбли Ростовской консерватории: Анна Сидоренко. Архів оригіналу за 14 червня 2021. Процитовано 14 червня 2021.
10. ↑  Ростовские премьеры — Международный фестиваль. Архів оригіналу за 27 червня 2016. Процитовано 14 червня 2021.
11. ↑  за лучший игровой фильм, за лучшую звукорежиссуру и кинооператорскую работу на Ростовском областном конкурсе короткометражных фильмов «Мой край». Архів оригіналу за 14 червня 2021. Процитовано 14 червня 2021.
12. ↑  16 наград за полгода — успех фильма «Ты не один!». Архів оригіналу за 17 травня 2021. Процитовано 14 червня 2021.
13. ↑  Кинокартину ростовского режиссера покажут на благотворительных показах. Архів оригіналу за 14 червня 2021. Процитовано 14 червня 2021.
14. ↑  Вот это кино!. Архів оригіналу за 14 червня 2021. Процитовано 14 червня 2021.
15. ↑  Фильм «Ты не один!» стал лауреатом фестиваля Picture This. Архів оригіналу за 14 червня 2021. Процитовано 14 червня 2021.
16. ↑  Производство документального фильма о воспитании детей с особенностями развития в приемных семьях. Архів оригіналу за 14 червня 2021. Процитовано 14 червня 2021.
17. ↑  Номинант Премии «На Благо Мира» — почётный гость фестиваля «Дух огня». Архів оригіналу за 20 лютого 2020. Процитовано 14 червня 2021.
18. ↑  Режиссёр Анна Барсукова приедет в Ханты-Мансийск со своим фильмом. Архів оригіналу за 14 червня 2021. Процитовано 14 червня 2021.
19. ↑  Почему сделать фильм о ВИЧ в Екатеринбурге оказалось проблемой. Архів оригіналу за 14 червня 2021. Процитовано 14 червня 2021.
20. ↑  Анна Барсукова — Егор Кончаловский. Архів оригіналу за 14 червня 2021. Процитовано 14 червня 2021.
21. ↑  Гран-при всероссийского кинофестиваля «Магия кино» получил ростовский режиссёр. Архів оригіналу за 14 червня 2021. Процитовано 14 червня 2021.
22. ↑  Финалист Премии «На Благо Мира» стал победителем
23. ↑  Приз за «Лучший социальный фильм» — «Голос за безгласных». Архів оригіналу за 14 червня 2021. Процитовано 14 червня 2021.
24. ↑  Победители фестиваля — 2-3 ноября. Архів оригіналу за 14 червня 2021. Процитовано 14 червня 2021. [Архівовано 2021-06-14 у Wayback Machine.]
25. ↑  Лауреат фестиваля «Отцы и дети». Архів оригіналу за 14 червня 2021. Процитовано 14 червня 2021.
26. ↑  Лауреаты МКФ «Отцы и дети» 2019. Архів оригіналу за 14 червня 2021. Процитовано 14 червня 2021.
27. ↑  Радио России — Орёл
28. ↑  2019 Whistleblower Summit & Film Festival — International Film Lineup Announced. Архів оригіналу за 14 червня 2021. Процитовано 14 червня 2021.
29. ↑  Фильм «Голос за безгласных» (Voice for the Voiceless) стал финалистом Международного кинофестиваля фильмов о правах человека «Whistleblower Summit Film Festival — 2019». Архів оригіналу за 14 червня 2021. Процитовано 14 червня 2021.
30. ↑  The film «Voice for the Voiceless» became the finalist of the International Film Festival of Human Rights Films «Whistleblower Summit Film Festival — 2019». Архів оригіналу за 14 червня 2021. Процитовано 14 червня 2021.
31. ↑  Фильм номината Премии — финалист Международного кинофестиваля
32. ↑  Chhatrapati Shivaji International Film Festival 2019. Архів оригіналу за 14 червня 2021. Процитовано 14 червня 2021.
33. ↑  Лауреат премии в категории «Лучшая концепция». Архів оригіналу за 14 червня 2021. Процитовано 14 червня 2021.
34. ↑  Диплом за «Самый жизнеутверждающий фильм» — «Голос за безгласных». Архів оригіналу за 14 червня 2021. Процитовано 14 червня 2021.
35. ↑  Фонд „Одиссей“ поддержал сербов и режиссёра „Голоса за безгласных“. Архів оригіналу за 14 червня 2021. Процитовано 14 червня 2021.
36. ↑  Специальный приз фильму „Голос за безгласных“[недоступне посилання]
37. ↑  Пришло время подвести итоги V Фестиваля кино и телефильмов духовно-нравственного содержания Кинофестиваль „Святой Владимир“
38. ↑  Фильм „Голос за безгласных“ взял приз „Святого Владимира“
39. ↑  Страница со списком финалистов. Архів оригіналу за 24 червня 2021. Процитовано 14 червня 2021.
40. ↑  Голос за безгласных» финалист фестиваля в Австралии. Архів оригіналу за 14 червня 2021. Процитовано 14 червня 2021.
41. ↑  Our short social film «Voice for the Voiceless» was included in the list of finalists of the month (May 2019) of the festival in Australia, Sydney (@ChangingFaceIFF).
42. ↑  «Голос за безгласных» прозвучит в Австралии
43. ↑  «Голос за безгласных» — полуфиналист фестиваля Jelly FEST (Лос-Анджелес). Архів оригіналу за 14 червня 2021. Процитовано 14 червня 2021.
44. ↑  A wonderfully supportive and innovative festival in Los Angeles (California, USA) — Jelly FEST Film Festival.
45. ↑  Фильм «Голос за безгласных» (Voice for the Voiceless) — полуфиналист Берлинского фестиваля. Архів оригіналу за 14 червня 2021. Процитовано 14 червня 2021.
46. ↑  Фестивальные гастроли финалиста Премии «На Благо Мира»
47. ↑  2018 Picture this…film festival. Архів оригіналу за 15 квітня 2021. Процитовано 14 червня 2021.
48. ↑  Фильм «Ты не один!» (Award: You are not alone (Russia)) стал победителем в номинации «Documentary 10 — 30 minutes». Архів оригіналу за 14 червня 2021. Процитовано 14 червня 2021. [Архівовано 2021-06-14 у Wayback Machine.]
49. ↑  12:01 В центре «Царский» открылся фестиваль документального кино «Россия». Архів оригіналу за 14 червня 2021. Процитовано 14 червня 2021.
50. ↑  Фильмы-победители VI Открытого фестиваля любительских и профессиональных фильмов «Берегиня». Архів оригіналу за 14 червня 2021. Процитовано 14 червня 2021.
51. ↑  16 наград за полгода! Успех фильма «Ты не один!». Архів оригіналу за 17 травня 2021. Процитовано 14 червня 2021.
52. ↑  В Одинцове прошел фестиваль «Магия Кино». Архів оригіналу за 14 червня 2021. Процитовано 14 червня 2021.
53. ↑  Победитель кинофестиваля „Cinema Camp — 2017“: Номинация „Лучший документальный фильм“ — „Ты не один!“ — режиссёр Анна Барсукова, г. Ростов на Дону
54. ↑  Ростовские документалисты получили награду фестиваля „Отцы и дети“ — DONTR.RU. Архів оригіналу за 14 червня 2021. Процитовано 14 червня 2021.
55. ↑  Отзывы о фильме „Ты не один!“. Архів оригіналу за 14 червня 2021. Процитовано 14 червня 2021.
56. ↑  „Ты не один!“ Скрипачка из Ростова стала лауреатом престижного кинофорума. Архів оригіналу за 14 червня 2021. Процитовано 14 червня 2021.
57. ↑  В Дагестане состоится показ фильма „Ты не один!“. Архів оригіналу за 14 червня 2021. Процитовано 14 червня 2021.
58. ↑  Гюли Камбарова выпустила диск. Архів оригіналу за 14 червня 2021. Процитовано 14 червня 2021. [Архівовано 2021-06-14 у Wayback Machine.]
59. ↑  Региональная премия — награждение. Архів оригіналу за 14 червня 2021. Процитовано 14 червня 2021. [Архівовано 2021-06-14 у Wayback Machine.]
60. ↑  Кинокартину ростовского режиссёра покажут на благотворительных показах. Архів оригіналу за 14 червня 2021. Процитовано 14 червня 2021.
61. ↑  Награда на фестивале «Встреча». Архів оригіналу за 24 червня 2021. Процитовано 14 червня 2021. [Архівовано 2021-06-24 у Wayback Machine.]
62. ↑  Победители фестиваля «Выбери жизнь». Архів оригіналу за 19 січня 2020. Процитовано 14 червня 2021. [Архівовано 2020-01-19 у Wayback Machine.]
63. ↑  Победители 2017[недоступне посилання]
64. ↑  Победа в конкурсе «Мой Край». Архів оригіналу за 14 червня 2021. Процитовано 14 червня 2021.